# Västra Ämtervik
Västra Ämtervik – miejscowość (tätort) w Szwecji, w regionie administracyjnym (län) Värmland, w gminie Sunne.
Według danych Szwedzkiego Urzędu Statystycznego liczba ludności wyniosła: 382 (31 grudnia 2015), 365 (31 grudnia 2018) i 386 (31 grudnia 2019).